# Thylogale calabyi
Thylogale calabyi là một loài động vật có vú trong họ Macropodidae, bộ Hai răng cửa. Loài này được Flannery miêu tả năm 1992.